# Victoria (Kolumbia Brytyjska)
Victoria – miasto w zachodniej Kanadzie, stolica Kolumbii Brytyjskiej. Leży na wyspie Vancouver, nad Cieśniną Juana de Fuca (Ocean Spokojny).
Według Statistics Canada liczba mieszkańców miasta Victoria w 2011 wynosiła 80 017, a aglomeracji 344 615. W 2006 roku język angielski był językiem ojczystym dla 82,87%, francuski dla 1,96%, a francuski oraz angielski dla 0,22% mieszkańców.
Znaną osobą, która pochodzi z tego miasta jest Nelly Furtado – kanadyjska piosenkarka i kompozytorka pochodzenia portugalskiego.

## Sport
- Igrzyska Wspólnoty Narodów 1994
- Victoria Royals – klub hokeja na lodzie

## Miasta partnerskie
- Napier, Nowa Zelandia
- Suzhou, Chiny
- Chabarowsk, Rosja
- Morioka, Japonia